# Endangered Species (album Big Puna)
Endangered Species – pośmiertna kompilacja amerykańskiego rapera Big Puna. Album zawiera utwory z lat 1995–2000, w których występował Big Pun.

## Lista utworów
| Nr | Tytuł                                            | Wykonawcy                                              | Producent                           | Oryginalny album   |
| -- | ------------------------------------------------ | ------------------------------------------------------ | ----------------------------------- | ------------------ |
| 1  | "Intro"                                          |                                                        |                                     |                    |
| 2  | "You Ain’t A Killer"                             | Big Pun                                                | Young Lord                          | Capital Punishment |
| 3  | "Twinz (Deep Cover '98)"                         | Big Pun, Fat Joe                                       | Dr. Dre                             | Capital Punishment |
| 4  | "Whatcha Gon Do"                                 | Big Pun                                                | Juju Gigante                        | The Album          |
| 5  | "How We Roll"                                    | Big Pun, Ashanti                                       | Irv Gotti & Tru Stylze              |                    |
| 6  | "Still Not a Player"                             | Big Pun, Joe                                           | Knobody, Dahoud & Nomad             | Capital Punishment |
| 7  | "Off the Books"                                  | Big Pun, The Beatnuts & Cuban Link                     | The Beatnuts                        | Stone Crazy        |
| 8  | "Words from Nore"                                | Noreaga                                                |                                     |                    |
| 9  | "Banned from T.V."                               | Big Pun, Noreaga, Jadakiss, Styles P, Nature & Cam’ron | Swizz Beatz                         | N.O.R.E.           |
| 10 | "Mamma"                                          | Big Pun, Tony Sunshine                                 | The Alchemist                       |                    |
| 11 | "The Beat Box"                                   | Big Pun                                                |                                     |                    |
| 12 | "Brave in the Heart"                             | Big Pun, Triple Seis, Fat Joe & Prospect               | V.I.C. and Mike Heron               |                    |
| 13 | "The Dream Shatterer (Original Version)"         | Big Pun                                                | Buckwild                            | Capital Punishment |
| 14 | "Words with Fat Joe"                             | Fat Joe                                                |                                     |                    |
| 15 | "John Blaze"                                     | Big Pun, Nas, Jadakiss, Raekwon, Fat Joe               | Ski                                 | Don Cartagena      |
| 16 | "My World"                                       | Big Pun                                                | EZ EIPee                            |                    |
| 17 | "Piña Colada"                                    | Big Pun, Sheek Louch                                   | Swizz Beatz                         | Ryde or Die Vol. 1 |
| 18 | "Top of the World (Remix)"                       | Big Pun, Brandy & Fat Joe                              | Darkchild                           | Never Say Never    |
| 19 | "Livin' la Vida Loca (Remix)"                    | Big Pun, Ricky Martin, Fat Joe & Cuban Link            | Tone & Poke                         | Ricky Martin       |
| 20 | "Fire Water"                                     | Big Pun, Fat Joe, Armageddon & Raekwon                 | Showbiz                             | Jealous One's Envy |
| 21 | "Classic Verses (Drop It Heavy and Fantastic 4)" | Big Pun                                                | Show, Clue & DURO                   |                    |
| 22 | "Freestyle with Remy Martin"                     | Big Pun, Remy Martin                                   | Sean Cane                           |                    |
| 23 | "Wishful Thinking"                               | Big Pun, Fat Joe, Kool G Rap, B-Real                   | Showbiz & A.G.                      |                    |
| 24 | "How We Roll '98"                                | Big Pun, Pun's Kids & Veronica                         | Rashad "Tumblin Dice" Smith & K-Cut |                    |